# Старе-Курово (гмина)
Старе-Курово (пол. Stare Kurowo) — сельская гмина (волость) в Польше, входит как административная единица в Стшелецко-Дрезденецкий повет, Любушское воеводство. Население — 4174 человека (на 2004 год).

## Сельские округа
1. Блотница
2. Глембочек
3. Кавки
4. Лончница
5. Ленгово
6. Нове-Курово
7. Плавин
8. Пшинотецко
9. Рокитно
10. Старе-Курово

## Прочие поселения
1. Цишево
2. Чайки
3. Громадзин
4. Козиково
5. Курки
6. Мендзыблоце
7. Нова-Лончница
8. Смоляж
9. Стара-Лончница

## Соседние гмины
1. Гмина Добегнев
2. Гмина Дрезденко
3. Гмина Стшельце-Краеньске
4. Гмина Звежин